# Saint-Flour-de-Mercoire
Saint-Flour-de-Mercoire ist eine französische Gemeinde mit 185 Einwohnern (Stand: 1. Januar 2022) im Département Lozère in der Region Okzitanien. Sie gehört zum Arrondissement Mende und zum Kanton Langogne. 

## Lage
Sie grenzt im Nordwesten an Rocles, im Norden an Langogne, im Osten und im Südosten an Luc und im Südwesten an Cheylard-l’Évêque.

## Bevölkerungsentwicklung
| Jahr      | 1962 | 1968 | 1975 | 1982 | 1990 | 1999 | 2008 | 2018 |
| --------- | ---- | ---- | ---- | ---- | ---- | ---- | ---- | ---- |
| Einwohner | 165  | 130  | 106  | 109  | 113  | 121  | 169  | 190  |

## Sehenswürdigkeiten
- Kirche Saint-Roch